# Reloj interno
El reloj interno es un componente del microprocesador que emite una serie de pulsos eléctricos a intervalos constantes llamados ciclos, estos ciclos marcan el ritmo que ha de seguirse para la realización de cada paso de que consta la instrucción.
Se basa en la teoría binaria para marcar el ritmo (también denominado pulso), el cual se considera como 1 al estado de encendido y 0  al estado de apagado. La velocidad de cambio se denomina en hercios (Hz) que son los ciclos de cambio por segundo.
- Datos: Q6105182